# Mesechinus wangi
Mesechinus wangi és una espècie d'eulipotifle de la família dels erinacèids. És endèmic de Yunnan (Xina), on viu a altituds d'entre 2.200 i 2.680 msnm. El seu hàbitat natural són els boscos perennifolis subtropicals de frondoses. Té una llargada de cap a gropa de 177–240 mm, la cua de 14–18,2 mm, les potes posteriors de 45,3–48 mm i un pes de 336–451 g. Aquest tàxon fou anomenat en honor del mastòleg xinès Ying-Xiang Wang. Com que fou descoberta fa poc, encara no se n'ha avaluat l'estat de conservació.